# Toorak
Toorak is een voorstad van Melbourne, (Victoria, Australië), nabij het Central Business District. Bij de telling van 2011 had Toorak een bevolking van 12.871.
De naam Toorak is synoniem met rijkdom en privileges geworden in Australië. De voorstad heeft de reputatie de meest het elitaire van Melbourne te zijn en behoort tot de meest prestigieuze woonplaatsen van Australië. Het wordt wel genoemd als de "meest geld verdienen buitenwijk" in het land, met de gemiddeld hoogste huizenprijs van Melbourne.